# 群馬県立大泉高等学校
群馬県立大泉高等学校（ぐんまけんりつ おおいずみこうとうがっこう）は、群馬県邑楽郡大泉町北小泉二丁目にある県立高等学校。

## 沿革
- 1912年 - 群馬県立館林農業学校として開校。

- 2012年 - 100周年を迎える

## 学科
- 普通科
- 生物生産科
- バイオテクノロジー科
- 食品科学科

## 著名な出身者
- 中島勝敬（元館林市長）
- 高橋純一（千代田町長）
- 高田裕司（レスリング選手）
- ざわちん（モノマネタレント）
- 島田岳洋（声優）